# ستيف ديفيس (لاعب كرة قاعدة أمريكي)
ستيف ديفيس (بالإنجليزية: Steve Davis)‏ هو لاعب كرة قاعدة أمريكي، ولد في 30 ديسمبر 1953 في أوكلاند في الولايات المتحدة.

## وصلات خارجية
- ستيف ديفيس (لاعب كرة قاعدة أمريكي) على موقعبيزبول رفرنس.كوم (الدوري الرئيسي) (الإنجليزية)
- ستيف ديفيس (لاعب كرة قاعدة أمريكي) على موقعبيزبول رفرنس.كوم (الدوري الثانوي) (الإنجليزية)